# Sinogastromyzon minutus
Sinogastromyzon minutus är en fiskart som beskrevs av Mai, 1978. Sinogastromyzon minutus ingår i släktet Sinogastromyzon och familjen grönlingsfiskar. IUCN kategoriserar arten globalt som otillräckligt studerad. Inga underarter finns listade i Catalogue of Life.